# أوراش (إله)
كان أوراش (أوراش) أحد الآلهة البارزين في ديانة بلاد ما بين النهرين القديمة، واعتُبر الإله الحامي لمدينة دلبات، وهي مدينة سومرية-أكادية ذات أهمية دينية وزراعية كبيرة. عُرف أوراش في الميثولوجيا الرافدينية بوصفه إلهًا زراعيًا، مما جعله يُجسّد الخصوبة، ودورة النمو، والعطاء الذي تهبه الأرض للإنسان، وقد ارتبط بهذه الصفات ارتباطًا وثيقًا بالإله المحارب نينورتا، الذي يُعد بدوره إلهًا للزراعة والحرب معًا، وهو ما يشير إلى تقاطع رمزي بين العطاء والدفاع عنه.
في البُنية العائلية للأسطورة، كانت زوجته الإلهة نينجال، وهي إلهة مرتبطة بالحكمة والأحلام، وتعدّ من الشخصيات الإلهية ذات المكانة الرفيعة. أما ذريته، فقد شملت شخصيتين بارزتين: لاجامال، إله العالم السفلي، الذي ورث من أوراش ارتباطه بمدينة دلبات، لكنه مثّل الجانب الآخر من الوجود، أي الموت والعقاب، مما يُظهر تكاملًا في الأدوار الرمزية داخل العائلة الإلهية؛ ونانايا، إلهة الحب والجمال والرغبة، التي مثّلت النعومة والفتنة والبهجة، في توازن مع قسوة العالم السفلي.
يُظهر هذا التكوين الأسري، والتوزيع الوظيفي بين أفراد العائلة الإلهية، فلسفة لاهوتية معقدة تُجسد مفاهيم الحياة والموت، الخصوبة والدينونة، والمحبة والرهبة، مما يعكس التصورات العميقة لشعوب بلاد ما بين النهرين عن الكون والنظام الإلهي الذي يحكمه.
يظهر أوراش أحيانًا في الأساطير، على الرغم من أنه لا يوجد إلا في أجزاء صغيرة متأخرة.